# Бут, Агнесса
Агнесса (Агнесс) Бут (англ. Agnes Booth, урождённая Marion Agnes Land Rookes; 1843—1910) — американская актриса театра австралийского происхождения.

## Биография
Агнесса Бут родилась 4 октября 1843 года в Сиднее, Новый Южный Уэльс, Австралия. В 1858 году вся семья эмигрировала в Калифорнию, США.
Пробовала себя в качестве актрисы в Калифорнии, привлекая внимание и завоевывая признание. В 1865 году переехала в Нью-Йорк, где впервые появилась на сцене в театре Winter Garden Theatre (был снесён в 1867 году). В 1866 году Бут присоединилась к бостонскому театру Boston Theatre, в котором выступала в течение нескольких последующих лет.
В 1878 году она играла на сцене офф-бродвейского театра Union Square Theatre. В 1881—1891 годах работала в бродвейском театре Madison Square Theatre. После 1891 года Бут уехала в Европу, затем снова вернулась в Соединенные Штаты и поселилась в художественной колонии Нью-Рошелл, штат Нью-Йорк, возобновив работу на Бродвее в соседнем Нью-Йорке. Получила известность за роль в мелодраме The Sporting Dutchess, играя со своей соседкой по колонии Корой Таннер (англ. Cora Tanner).
Умерла 2 января 1910 года в Бруклайне (штат Массачусетс) и была похоронена на городском кладбище Rosedale Cemetery.
В 1867 году Агнесса Бут она вышла замуж за американского актёра и театрального менеджера Джуниуса Бута. После его смерти в 1883 году, она в 1885 году повторно вышла замуж за Джона Шоффеля (англ. John B. Schoeffel).
Дети:
- Algernon G. Booth (1869—1877),
- Sydney Barton Booth (1873—1937),
- Barton J. Booth (1874—1879).